# Sigvid Ribbing
Sigvid Ribbing var hövitsman över Halland och slottsherre till Falkenbergs slott.
Sigvid Ribbing var hövitsman i södra Halland 1336–1341. Om hans släktskap vet man inget, en tysk krönika anger att han skulle vara släkt med Knut Porse. Sigvid gifte sig före 1341 med Märta Ulfsdotter (Ulvåsaätten), dotter till heliga Birgitta. Heliga Birgitta liknade honom vid en rövare och vadstenaabedissan Margareta Clausdotter beskriver i sin krönika över Birgittas släkt honom som mycket hård. Ribbing betyder landstrykare eller våldsman, vilket kan vara orsaken att han tilldelats tillnamnet Ribbing.
Giftermålet mellan Sigvid och Märta har senare kopplats till berättelsen om bröllopet på Ulvåsa.

## Barn
1. Peter Sigvidsson Ribbing till Vapnö, väpnare och riksråd.
2. Arvid Sigvidsson Ribbing